# 安祖·巴域斯
安祖·巴域斯（Andrew Barisić，1986年3月22日—），生於澳洲坎培拉，克羅地亞裔澳洲足球運動員，司職前鋒。

## 球員生涯
巴域斯生於澳洲坎培拉，於2013年12月31日加盟本地老牌球會南華，並在2014年1月12日的高級組銀牌決賽首度為球隊上陣，即取得首個入球，協助南華以2–1反勝太陽飛馬奪標。他於2014年2月以外援身份出戰亞冠盃附加賽首圈，在對淡濱尼流浪於加時階段取得奠定勝局的入球，協助南華晉身次圈。最終南華在次圈不敵泰國勁旅春武里，無緣亞冠盃分組賽。
直到南華體育會於2014年6月1日公佈張廣勇接替離任的羅傑承為新一屆的南華足球部主任，巴域斯與其餘一眾外援都不獲續約，轉投家鄉球會克瑞拉及墨爾本騎士。
2015/16球季，東方由前南華教練楊正光接手後，隨即再邀請巴域斯加盟，他在2015年12月27日的高級組銀牌四強成為了賽事主角，他先在加時上半場3分鐘頂入生涯首個烏龍球令東方再度落後，不過於3分鐘後將功補過，近門追平2–2，其後巴域斯再在互射12碼階段的射門又被對方門將救出，最終亦無阻東方以互射12碼4–3擊敗南華晉身決賽，結果巴域斯在對冠忠南區的決賽頂入致勝的入球，協助東方奪得高級組銀牌冠軍。季尾他憑對元朗射入的世界波力壓隊友當選香港足球明星選舉最佳金球。

## 榮譽

### 球會
東賓高
- 印度IFA盾亞軍（英语：2013 IFA Shield）（2013年）

南華
- 香港高級組銀牌冠軍（2013–14季度）

克瑞拉
- 印度超級聯賽亞軍（英语：2014 Indian Super League season）（2014年）

東方
- 香港超級聯賽冠軍（2015–16季度）
- 香港高級組銀牌冠軍（2015–16季度）

### 個人
- 香港足球明星選舉 最佳金球（2015–16季度）

## 外部連結
- 香港足球總會網站球員資料 （页面存档备份，存于）